# Krupka
Krupka är en stad i Tjeckien. Den ligger i regionen Ústí nad Labem, i den nordvästra delen av landet, 80 km nordväst om huvudstaden Prag. Krupka ligger 325 meter över havet och antalet invånare är 13 687.
Terrängen runt Krupka är kuperad åt nordost, men åt sydväst är den platt. Runt Krupka är det ganska tätbefolkat, med 248 invånare per kvadratkilometer. Närmaste större samhälle är Teplice, 5,4 km söder om Krupka. Omgivningarna runt Krupka är en mosaik av jordbruksmark och naturlig växtlighet.